# Project Zero 4: Mask of the Lunar Eclipse
Project Zero 4: Mask of the Lunar Eclipse (零〜月蝕の仮面〜 Zero ~Tsukihami no Kamen~?, Máscara del Eclipse Lunar), apodado popularmente como Project Zero 4 es un videojuego de terror, desarrollado por la compañía de videojuegos Grashopper Manufacture, del conocido y peculiar programador y artista Goichi Suda (creador de obras como Killer 7 y No More Heroes) junto con la colaboración de Tecmo, creadores de las anteriores entregas de la saga Project Zero, para la videoconsola Wii de Nintendo. Se trata de la cuarta parte de la serie. Salió a la venta en Japón el 31 de julio de 2008.
En 2023 se publicó una remasterización para PC y las consolas PlayStation 4, PlayStation 5, Xbox One, Xbox Series, y Nintendo Switch. Esta versión únicamente contó con edición física en Asia, la cual incluye subtítulos en chino y en inglés. En el resto de regiones se lanzó en formato digital.

## Datos oficiales
- Los personajes jugables son: Ruka Minazuki, Misaki Asô, Madoka Tsukimori y Chôshirô Kirishima.
- Se desarrolla en una isla que tiene una mansión llena de máscaras y un hospital casi anexo que complementa estas instalaciones.
- El color amarillo será muy importante en el juego, así como la luna, los recuerdos, la música y las máscaras.
- El juego ha sido cancelado en Estados Unidos y Europa por motivos aún no confirmados,por lo que solo se venderá en Japón. Noticia confirmada por Nintendo en la Revista Oficial de Nintendo. (Official Nintendo Magazine, ONM)
- A pesar de lo anterior, en 2023 finalmente se publicó de forma internacional una remasterización del título.

## Argumento: Antecedentes
Diez años antes de los eventos narrados en esta cuarta parte, cinco pequeñas niñas fueron secuestradas y llevadas a un misterioso sanatorio mental situado en la isla de Rougetsu. Al poco fueron rescatadas por Choushiro Kirishima, detective de asuntos criminales y uno de los personajes manejables. 
Unos cuantos años después del incidente, dos de las chicas, (Marie Shinomiya y Tomoe Nanamura) mueren misteriosamente. Esta extraña y siniestra coincidencia hace pensar, tanto a Kirishima como al resto de las chicas, que fuera lo que fuere que ocurrió hace 10 años todavía no ha terminado...
Por ello, las tres supervivientes de aquel suceso, ahora con 17 años, Misaki Asô y Madoka Tsukimori (juntas) y Ruka Minazuki (por separado yendo tras ellas), deciden volver a la isla con el propósito de recobrar sus recuerdos y encontrar respuestas a lo sucedido aquel día... 
A su vez, el detective Choushiro continúa siguiendo el rastro de una persona sospechosa en un caso que todavía parece seguir abierto, a la vez que intenta ayudar a nuestra joven y más importante protagonista Ruka durante su camino...

### Personajes
- Ruka Minazuki (水無月 流歌 Minazuki Ruka?) doblada por Mamiko Noto

Fue una de las niñas que fue secuestrada en un ritual de la Isla Rougetsu. Después que el detective Kirishima diera con la localización de las niñas, Ruka abandonó la isla junto con su madre, Sayaka.
Han pasado diez años desde que Ruka abandonó la Isla Rougetsu, ahora Ruka tiene 17 años. Todos los isleños murieron bajo un extraño fenómeno. Dicho fenómeno también causó la muerte a dos amigas de Ruka, Marie y Tomoe, que como ella también fueron secuestradas.
Ahora Ruka, desea recuperar su memoria pérdida y conocer qué le ocurrió a su padre. Para ello se dirige hacia la Isla Rougetsu en busca de respuestas. Pero su objetivo no será fácil, se acerca un nuevo eclipse lunar y la Isla Rougetsu se prepara para la realización de otro ritual. ¿Conseguirán realizar el ritual con éxito? Los pocos recuerdos de Ruka no la llevan al optimismo, pero ella está decidida a encontrar su pasado y a su padre.
- Misaki Asou (麻生 海咲 Asō Misaki?) doblada por Miyuki Sawashiro

Descendiente del Doctor Asou. También fue una de las niñas que fue secuestrada hace 10 años. Ahora tiene 17 años.
Después del secuestro, Misaki perdió casi toda su memoria y apenas puede recordar qué fue lo que pasó antes del secuestro. Su impulso para descubrir su pasado provino de una misteriosa chica con un vestido negro que invitaba a Misaki a ir a la Isla Rougetsu para recordar su pasado. Esa extraña chica le era familiar a Misaki, pero no conseguía recordar quien era.
Por este motivo, Misaki avisó a Madoka, otra de las niñas también secuestrada, para que le acompañara en su vuelta a la Isla Rougetsu. Madoka accedió.
Antes de regresar a la Isla Rougetsu, Misaki ya sabía que sus dos amigas, Marie y Tomoe habían muerto mediante una extraña forma, pero que estaba relacionada con la muerte de los isleños de la Isla Rougetsu. Por este motivo también se decidió a volver a la isla, quería encontrar el motivo de la muerte de sus amigas.
- Madoka Tsukimori (月森 円香 Tsukimori Madoka?) doblada por Saori Gotō

Una de las niñas secuestradas durante el extraño ritual de la Isla Rougetsu hace diez años, ahora tiene 17 años. Madoka no perdió toda su memoria con respecto a lo que ocurrió el día del secuestro. Recordaba algunas escenas, por ese motivo no estaba muy convencida de acompañar a Misaki a regresar a la Isla Rougetsu. Temía que algo extraño les iba a ocurrir.
Tampoco se fiaba de esa misteriosa chica de negro que se le apareció a Misaki, Madoka creía que alguien la estaba engañando para regresar a la isla. Por este motivo, Madoka accedió a ir con Misaki hacia la Isla Rougetsu.
Al llegar a la isla y entrar al Pabellón Rougetsu, Madoka tiene un flashback en el cual le vienen a la mente varios recuerdos del pasado. Cuando termina el flashback, Madoka descubre que Misaki no está con ella, ha desaparecido. Madoka va en busca de Misaki, pero pronto se da cuenta de que no está sola en el pabellón...
- Choshiro Kirishima (霧島 長四郎 Kirishima Chōshirō?) doblado por Katsuyuki Konishi

Fue el detective que después de estar un tiempo investigando las acciones que se realizaban en el Hospital Haibara de la Isla Rougetsu, dio con las niñas que habían sido secuestradas durante el extraño ritual. Puso a las niñas a salvo y continuó con su investigación sobre el hospital, pero al tiempo, el caso fue cerrado y Choushiro dejó la investigación, aunque él seguía pensando que se estaban realizando actos ilegales en ese hospital.
Cuando la madre de Ruka supo que ella iba a regresar sola a la Isla Rougetsu, le pidió ayuda a Choushiro para que la encontrase y para que no le pasara nada malo. Choushiro fue en busca de Ruka y también quería saldar su cuenta pendiente con la investigación cancelada en el Hospital Haibara. ¿Qué descubrirá allí dentro? Su viaje por el hospital abandonado no será fácil, los espíritus de los pacientes nunca descansaron en paz.

## Modo de juego
Siguiendo con las bases ya establecidas en la saga, el jugador se enfrenta a espíritus (hostíles) mediante el uso de la ya consagrada Cámara Oscura como arma principal del juego, aunque bien es cierto que en esta ocasión se incluye el uso de una segunda arma para otro de los personajes manejables. Se trata de la Linterna Espiritual la cual posee el poder de exorcizar espíritus mediante el uso de la luz lunar.
El jugador hace uso del mando de Wii y de su "Nunchako" para utilizar estas herramientas en un intento por parte de los autores del título de crear una experiencia lo más realista posible (aunque, si bien es cierto, la crítica general opina que este apartado podría haberse trabajado bastante más).
Como en otros títulos de la franquicia, no todos los espíritus serán hostíles, y el jugador los podrá diferenciar dependiendo del color que brille el filamento (indicador) situado en pantalla. Esto servirá además para solucionar los ya clásicos puzles de puertas selladas por fuerzas místicas, las cuales tendremos que fotografiar para obtener una pista de cómo abrirlas. Además, también se nos indicará la proximidad de los objetos repartidos por el escenario de una manera similar, mediante el Filamento de Objetos, que reacciona si estamos cerca de alguno, el cual aparecerá una vez lo hayamos alumbrado con la literna, teniendo esta vez, la opción de recogerlo, o recular en el momento que el personaje esté alzando la mano hacia él.
Otro cambio en esta nueva entrega es la forma de mejorar nuestras habilidades. Los ya habituales puntos adquiridos al fotografiar fantasmas dejan de utilizarse para este fin. (Siguen siendo acumulables pero esta vez pueden ser utilizados para cangearlos por medicinas, cargas de película, etc.) En su lugar se han añadido unos nuevos cristales espirituales, los cuales debemos ir recolectando a lo largo de los escenarios para así poder invertirlos en mejorar nuestro arma desde el menú. (Los cristales azules mejorarán las habilidades básicas y los rojos las Lentes).
La famosa lista de fantasmas regresa al igual que en los anteriores tres juegos, así como el Modo Misión, y un nuevo reto que consiste en encontrar y fotografiar durante la partida varias pequeñas muñecas de estilo japonés repartidas por los escenarios de todo el juego, para así desbloquear varios extras al terminar el juego como son nuevos trajes, nuevas Lentes para la cámara, etc.